# Флавий Гиерий
Флавия Гиерий (лат. Flavius Hierius) — восточноримский политик и консул 427 года.
Гиерий был префектом претория Востока в первый раз между 425 и 428 годом, а во второй раз в 432 году. В 427 году был консулом с Ардавуром. Гиерий также восстановил Термы Константина в 427 году.